# 麻生香月
麻生 香月（あそう かづき、1988年11月27日 - ）は日本のAV女優。

## プロフィール
- 東京都出身。
- 血液型はA型で、Fカップ。
- 趣味は料理、特技はテニス[1]。
- 2009年1月に、h.m.pから『巨乳×美脚×ショートカット 麻生香月』でデビュー。

## 出演

### アダルトビデオ
2009年
- 巨乳×美脚×ショートカット 麻生香月（2009年1月21日、h.m.p）
- LOVESEXY 麻生香月（2009年2月21日、h.m.p）
- 絶対コス！ 麻生香月（2009年3月21日、h.m.p）
- 麻生香月 連続アクメ！！ 調教×拘束×乱交（2009年4月21日、h.m.p）
- 超ムラムラする美尻で 顔面騎乗＆騎乗位 麻生香月（2009年5月21日、h.m.p）
- 美脚×美乳×美尻 麻生香月（2009年6月21日、h.m.p）
- FIRST IDEAPOCKET 6 麻生香月（2009年8月1日、アイデアポケット）
- オトコがバカになるカラダ 麻生香月（2009年9月1日、アイデアポケット）
- HyperIdeaPocket 究極の尻フェチマニアックス（2009年10月1日、アイデアポケット）
- DIGITAL CHANNEL 64（2009年11月1日、アイデアポケット）
- 麻生香月の濃厚な接吻とSEX（2009年12月1日、アイデアポケット）

2010年
- 一発大量顔射も大乱交も童貞くんも全てまとめていらっしゃ～い！（2010年1月1日、アイデアポケット）
- 女教師、堕ちるまで… 教え子に犯されて（2010年1月7日、アタッカーズ）

2011年
- 凌辱に捧げた姉妹愛（2011年5月7日、アタッカーズ）共演:椎名ゆな
- もう1つの給与明細 世田谷区在住Aさん22歳（2011年5月13日、S級素人）
- スチュワーデスin… ［脅迫スイートルーム］ Cabin Attendant Kazuki（25）（2011年5月15日、ドリームチケット）
- 旦那よりも手込めにされた義父の肉棒を選んだ若妻の淫らな躰（2011年6月18日、ヒビノ）
- 夫に言えない若妻の情事 ～隣人と元同僚に犯されて～（2011年7月7日、タカラ映像）